# 南部郷総合病院
南部郷総合病院（なんぶごうそうごうびょういん）は、新潟県五泉市にある医療法人社団真仁会が運営した病院。系列の老人保健施設愛宕の里が併設されていた。五泉市内で数少ない救急指定病院で、五泉市の中核病院の一つであった。
2020年、南部郷総合病院（五泉市村松）と北日本脳神経外科病院（五泉市太田）が合併して五泉中央病院（五泉市太田）となった。

## 診療科
- 内科
- 消化器内科
- 呼吸器内科
- 循環器内科
- 外科
- 胸部外科
- 脳神経外科
- 糖尿病内科
- 眼科
- 小児科
- 泌尿器科

## 医療機関の指定等
- 保険医療機関
- 救急指定病院
- 指定自立支援医療機関

## アクセス
- 蒲原鉄道村松駅バスターミナルから徒歩7分。
- JR磐越西線五泉駅から五泉市ふれあいバスで約10～15分、タクシーで約10分。

## 周辺
- たいまつ食品本社
- 蒲原鉄道本社